# Teton (Idaho)
Teton es una ciudad ubicada en el condado de Fremont en el estado estadounidense de Idaho. En el Censo de 2010 tenía una población de 735 habitantes y una densidad poblacional de 413,08 personas por km².

## Geografía
Teton se encuentra ubicada en las coordenadas 43°53′16″N 111°40′20″O / 43.88778, -111.67222. Según la Oficina del Censo de los Estados Unidos, Teton tiene una superficie total de 1.78 km², de la cual 1.77 km² corresponden a tierra firme y (0.58%) 0.01 km² es agua.

## Demografía
Según el censo de 2010, había 735 personas residiendo en Teton. La densidad de población era de 413,08 hab./km². De los 735 habitantes, Teton estaba compuesto por el 79.59% blancos, el 0.68% eran afroamericanos, el 0.68% eran amerindios, el 0.27% eran asiáticos, el 0.14% eran isleños del Pacífico, el 16.87% eran de otras razas y el 1.77% pertenecían a dos o más razas. Del total de la población el 22.18% eran hispanos o latinos de cualquier raza.